# Актон, Авраам
Авраам Актон (англ. Abraham Acton; 17 декабря 1893 — 16 мая 1915) — английский кавалер Креста Виктории, самой высокой и самой престижной награды за храбрость перед врагом, который может быть присужден британским и содружественным силам.

## Биография
Авраам родился 17 декабря 1893 года в семье Роберта и Элизабет Элеонор Актон.
В возрасте 22 лет он был в звании рядового и служил во 2-м батальоне пограничного полка. Участвовал в Первой мировой войне. Авраам и Джеймс Александр Смит был награждён своими крестами Виктории за свои действия 21 декабря 1914 года в Роугес Банкс, Франция.
21 декабря 1914 года Авраам добровольно отправляясь из своей траншеи для спасения раненых, которые лежали на окопах противника в течение 75 часов; и в тот же день снова добровольно покинул свою траншею, под сильным огнём противника, чтобы прикрыть другого раненого. Он находился под огнём в течение 60 минут, в то же время переправляя раненых в безопасное место.
16 мая 1915 года Авраам был убит в Фестюбере (Франция), но его тело так и не было найдено. Он был отмечен в мемориале Ле Туре.